# Parfümerie Douglas

Logo bis 2018

Die Parfümerie Douglas GmbH & Co. KG [ˈduːglas]  (anhörenⓘ) ist eine 1910 in Hamburg gegründete international tätige Parfümerie-Filialkette mit Sitz in Düsseldorf. Das Unternehmen war bis 2017 Teil der Douglas Holding und gehörte seit dem 1. Juni 2015 zu 85 Prozent dem Finanzinvestor CVC Capital Partners und zu 15 Prozent der Familie Kreke.
Nach einem erneuten Börsengang unter dem Dach der Douglas Group sank der Anteil von CVC auf 54,4 % und Familie Kreke reduzierte ihren Anteil auf 10,2 %.
Die erste Parfümerie, die den Namen „Parfümerie Douglas“ trug, wurde 1910 in Hamburg eröffnet. Mit über 2000 Filialen in Europa und einem Umsatz von 3,1 Milliarden Euro (Geschäftsjahr 2020/21) ist Douglas Marktführer in Europa.

## Geschichte
Douglas steht in der Kritik seine Handelsaktivitäten im kolonialen Kontext nicht aufgearbeitet zu haben.
Der Name des Unternehmens geht zurück auf den schottischen Seifensieder John Sharp Douglas. Er stammte aus einem Dorf in der Nähe von Glasgow und gründete am 5. Januar 1821 in Hamburg eine Seifenfabrik. Diese fand 1827 erstmals im „Hamburger Adreßbuch“ Erwähnung als „J.S. Douglas, Engl. Seifenfabrik, Kehrwieder, Herbst Hof.“
Am 5. November 1828 verlieh die Hansestadt John Sharp Douglas das Bürgerrecht als Nummer 663 des Bürgerprotokolls. Zwei Jahre später, am 23. Juli 1830, heiratete er die Mutter seiner sechs Kinder, Johanna Catharina Francisca Becker.
Douglas‘ Seifenprodukte wurden rasch erfolgreich: zum Beispiel die 1830 entwickelte „Kokosnussöl-Soda-Seife“ oder die um 1840 eingeführte „Chinesische Himmelsseife“.
Dank moderner Herstellungsverfahren in der Seifenproduktion war es möglich, den Verseifungsprozess zu verkürzen: Die Lauge musste nicht mehr tagelang kochen und die Seife konnte binnen weniger Stunden abgeschöpft werden. Durch den Zeit- und Energiegewinn konnte auch Douglas seine Duftseife für eine breitere Käuferschicht zu erschwinglicheren Preisen anbieten.

J. S. Douglas Söhne

1847 starb Douglas, und das Geschäft wurde von seinen Söhnen Thomas und Alexander unter dem Namen „J.S. Douglas Söhne“ weitergeführt. 1851 präsentierten sie ihre Seifenwaren auf der ersten Weltausstellung in London  und erhielten diverse Auszeichnungen: so wurde die „Himmelsseife“ mit einer Medaille prämiert.
Im gleichen Jahr wurde die „Egyptische Toilette Seife“ entwickelt.
Im September 1878 trennten die Brüder Thomas und Alexander sich als Geschäftspartner und verkauften das Unternehmen an die Hamburger Kaufleute Gustav Adolph Hinrich Runge und Johann Adolph Kolbe. Diese behielten den Namen „J.S. Douglas Söhne“ und erweiterten das Produktangebot um Lederwaren, Reiseutensilien und Modeartikel („Fantasieartikel“). 1888 übernahm Gustav Adolph Kolbe die Stelle seines verstorbenen Vaters Johann Adolph und wurde zwei Jahre später Alleinbesitzer des Unternehmens. Per Vollmacht übergab er 1909 seiner Frau Berta die Verantwortung über die Seifenfabrik.

### Die ersten Douglas-Parfümerien
Mit Berta Kolbe übernahm 1909 erstmals eine Frau die Geschäftsführung bei J.S. Douglas Söhne. Sie erhielt eine geschäftliche Anfrage von Anna und Maria Carstens: Die Schwestern wollten eine eigene Parfümerie unter dem etablierten Namen „Douglas“ eröffnen. Die Frauen kommen ins Geschäft: Am 24. Mai 1910 erteilt Berta Kolbe den Carstens Schwestern per Vertrag „den Fräulein Carstens das Recht, der Firma des zu gründenden Geschäfts die Bezeichnung 'Parfümerie Douglas' anzufügen“ – unter der Bedingung, dass die Schwestern ihre Seifenprodukte künftig exklusiv von der Seifenfabrik beziehen. So eröffneten die Carstens-Schwestern die erste „Parfümerie Douglas“ am Neuen Wall in Hamburg, die es heute immer noch gibt.
Nach ihrem Tod im Jahre 1929 vererbten die Carstens-Schwestern die Parfümerie an ihre Patenkinder Hertha und Lucie und deren Vater, den Kunstmaler Johannes Harders, weiter. Ab 1931 hieß die Firma „Parfümerie Douglas Harders & Co.“ und reflektierte damit die neuen Inhaberstrukturen. 1936 stellte die Familie Erhard Hunger als Geschäftsführung ein. Er reduzierte das Seifengeschäft und erweiterte das Sortiment um Markenprodukte, zum Beispiel Elisabeth Arden. Bis 1969 erweiterte Erhard Hunger die Parfümerie Douglas auf sechs Filialen in Hamburg.
Auch die Seifenfabrik J.S. Douglas Söhne blieb bestehen und produzierte bis in die 1990er Jahre Seife, Sonnencreme und Zahnpasta.

### Von der Parfümerie zum Konzern
Im Jahre 1969 wurden die sechs Douglas-Parfümerien von der damals börsennotierten Hussel AG übernommen. Unter der Leitung des damaligen Vorstandsvorsitzenden der Hussel AG, Jörn Kreke, trieb die Hussel AG den Ausbau des Parfümeriezweigs durch weitere Übernahmen und Filialeröffnungen voran. Diese wurden vorerst unter dem Namen Hanhausen-Douglas GmbH zusammengefasst. Im Zuge dieser Entwicklung wurde die Hussel AG zur Holding mit zwei operativen Gesellschaften umstrukturiert: eine für Süßwaren und eine für Parfümerien. 1973 übernahm die Hanhausen-Douglas GmbH die österreichische Filialkette Ruttner. Ab 1976 firmierten alle Parfümerien schließlich einheitlich unter „Parfümerie Douglas“, die dazugehörige Gesellschaft unter „Parfümerie Douglas GmbH“.

### Wachstum in Europa
In den 1980er Jahren expandierte die Parfümerie Douglas GmbH in die Niederlande, Frankreich, Italien und die Vereinigten Staaten von Amerika. Auch in Deutschland wuchs Douglas weiter, zum Beispiel durch die Übernahme der Er + Sie-Parfümerien. Auf Grund dieser Entwicklungen im Parfümeriebereich der Hussel Holding AG erfolgte eine Unternehmensumstrukturierung, die 1989 mit der Gründung der Douglas Holding AG abgeschlossen wurde, die an die Stelle der Hussel Holding AG trat.
Nach dem Fall der Berliner Mauer eröffnete Douglas ab den 1990er Jahren Filialen in Ostdeutschland und expandierte in die Schweiz, nach Spanien und nach Portugal.
Seit den 2000er Jahren ist Douglas auch in Polen, Ungarn, Monaco, der Slowakei, Tschechien, Lettland, Litauen, Rumänien, Bulgarien, der Türkei, Dänemark und in Kroatien vertreten. Neben dem wachsenden stationären Handel vertreibt Douglas seit dem Jahr 2000 seine Produkte zudem über einen eigenen Onlineshop.
Im Juni 2001 übergab Jörn Kreke im Rahmen der Hauptversammlung nach 32 Jahren an der Spitze der Douglas Holding den Vorstandsvorsitz an seinen Sohn Henning Kreke.
2005 übernahm Douglas den französischen Konkurrenten Lavigne und übernahm damit alle Elytis-Filialen.
Unter anderem im Zuge der Wirtschaftskrise und auf Grund eines geringen Marktanteils zog sich das Unternehmen aus den Ländern Slowakei, Estland, Dänemark und im Geschäftsjahr 2009/10 schließlich auch aus den Vereinigten Staaten von Amerika zurück.

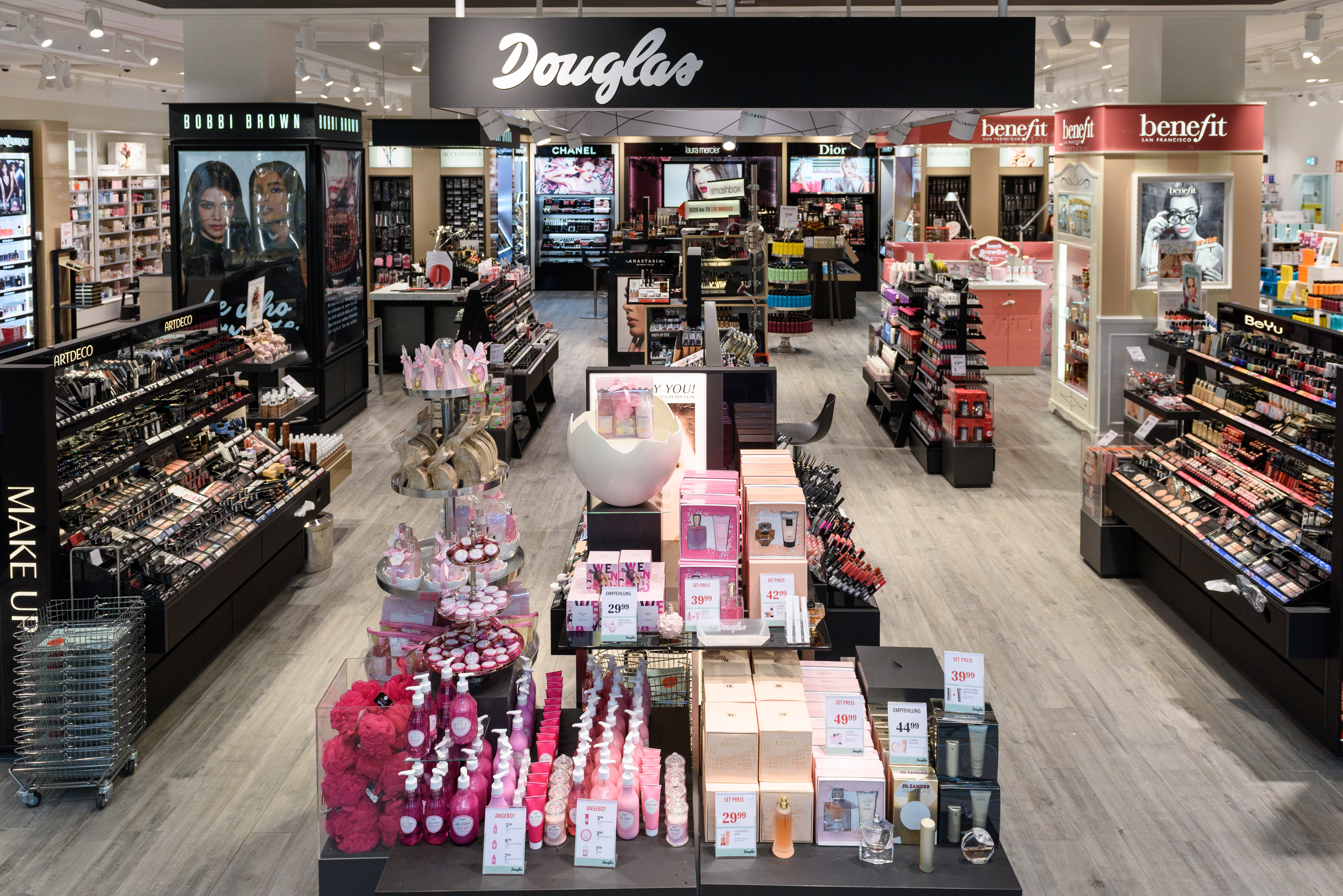
Inneneinrichtung einer Douglas-Filiale (2017)

### Übernahme durch Finanzinvestor
2012 machte die Familie Kreke gemeinsam mit dem Private-Equity-Investor Advent International den übrigen Aktionären ein öffentliches Übernahmeangebot für die börsennotierte Muttergesellschaft der Douglas-Gruppe, der Douglas Holding AG, zu der zum damaligen Zeitpunkt auch die Unternehmen Thalia, Christ, AppelrathCüpper und Hussel gehörten. Nach der erfolgreichen Übernahme folgte 2013 das Delisting der Douglas Holding AG. Mit dem Rückzug von der Börse begann die Neuausrichtung des Mischkonzerns, der bis 2014 wieder zu einer reinen Parfümeriekette wurde.
Danach wuchs Douglas international weiter und übernahm 2014 die französische Parfümeriekette Nocibé mit 455 Filialen. Die zu dem Zeitpunkt existierenden 170 französischen Douglas-Filialen wurden daraufhin in Nocibé umbenannt. Darüber hinaus erfolgte die Expansion nach Norwegen. 2019 hatte Douglas weltweit ca. 2.400 Filialen.

### Eigentümerwechsel und strategische Neuausrichtung
Für 2015 war zunächst ein erneuter Börsengang der Parfümerie Douglas Deutschland geplant. Am 1. Juni 2015 wurde die Parfümerie Douglas dann zu 85 Prozent an den Finanzinvestor CVC Capital Partners verkauft. Die Familie Kreke hielt weiterhin eine Minderheitsbeteiligung von 15 Prozent am Unternehmen.

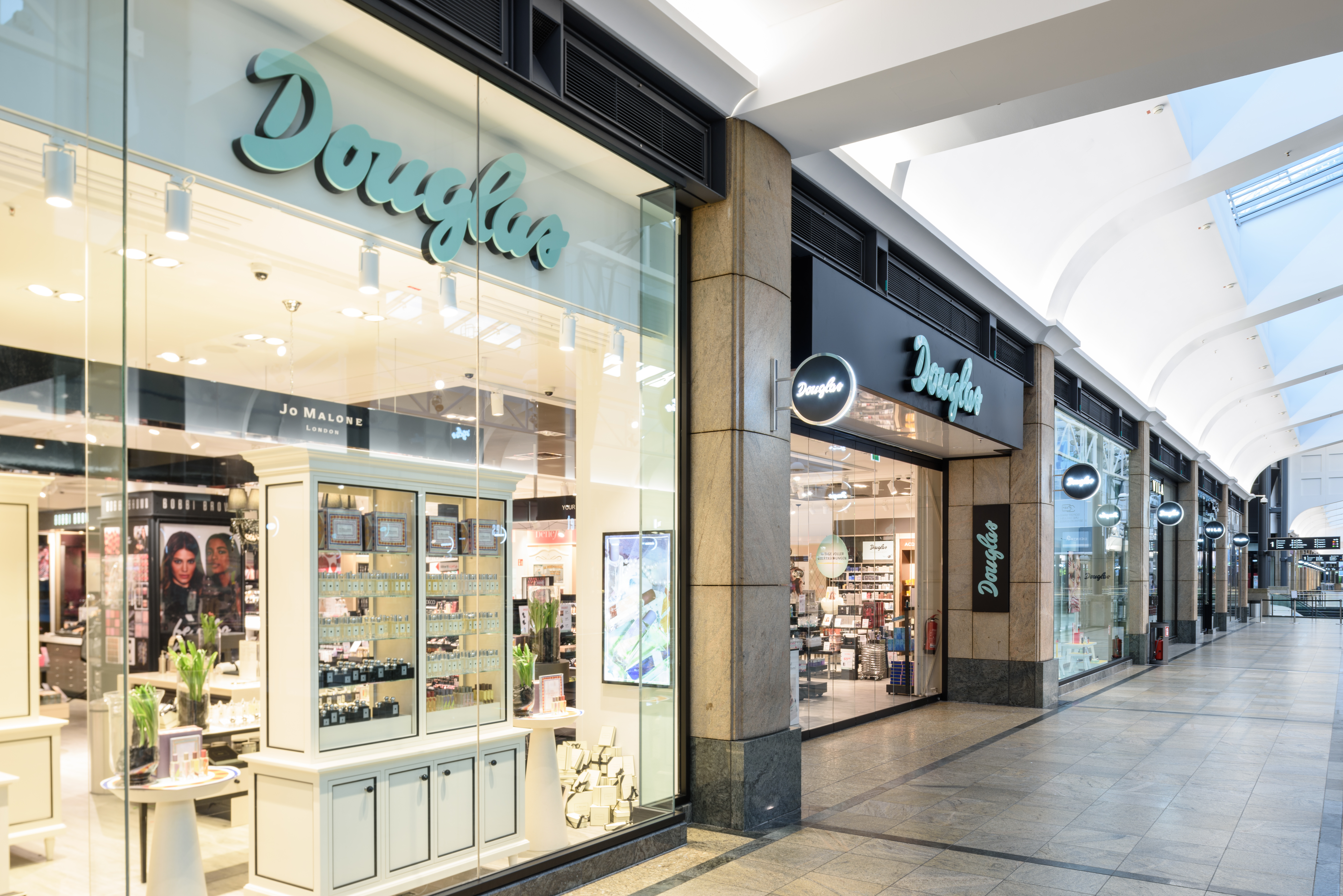
Außenansicht einer Douglas-Filiale im Centro Oberhausen (2017)

Darüber hinaus wurde im Oktober 2016 die Unternehmenszentrale von Hagen nach Düsseldorf verlegt. Nach Unternehmensangaben wollte man so alle kundennahen Abteilungen und die Online-Aktivitäten aus Köln an einem Ort bündeln.
Im gleichen Jahr zog sich das Unternehmen auf Grund eines geringen Marktanteils aus der Türkei zurück.
Im März 2017 unterzeichnete Douglas eine Vereinbarung zur Übernahme der Parfümeriekette Bodybell in Spanien, die im Juli 2017 abgeschlossen wurde. Im gleichen Monat gab das Unternehmen außerdem bekannt, eine Vereinbarung zur Übernahme der spanischen Parfümeriekette Perfumerías If unterzeichnet zu haben. Diese Übernahme wurde im November 2017 abgeschlossen. Im Mai gab Douglas bekannt, eine Vereinbarung zur Übernahme der italienischen Parfümerieketten Limoni und La Gardenia unterzeichnet zu haben. Diese Akquisition wurde im November desselben Jahres erfolgreich abgeschlossen.

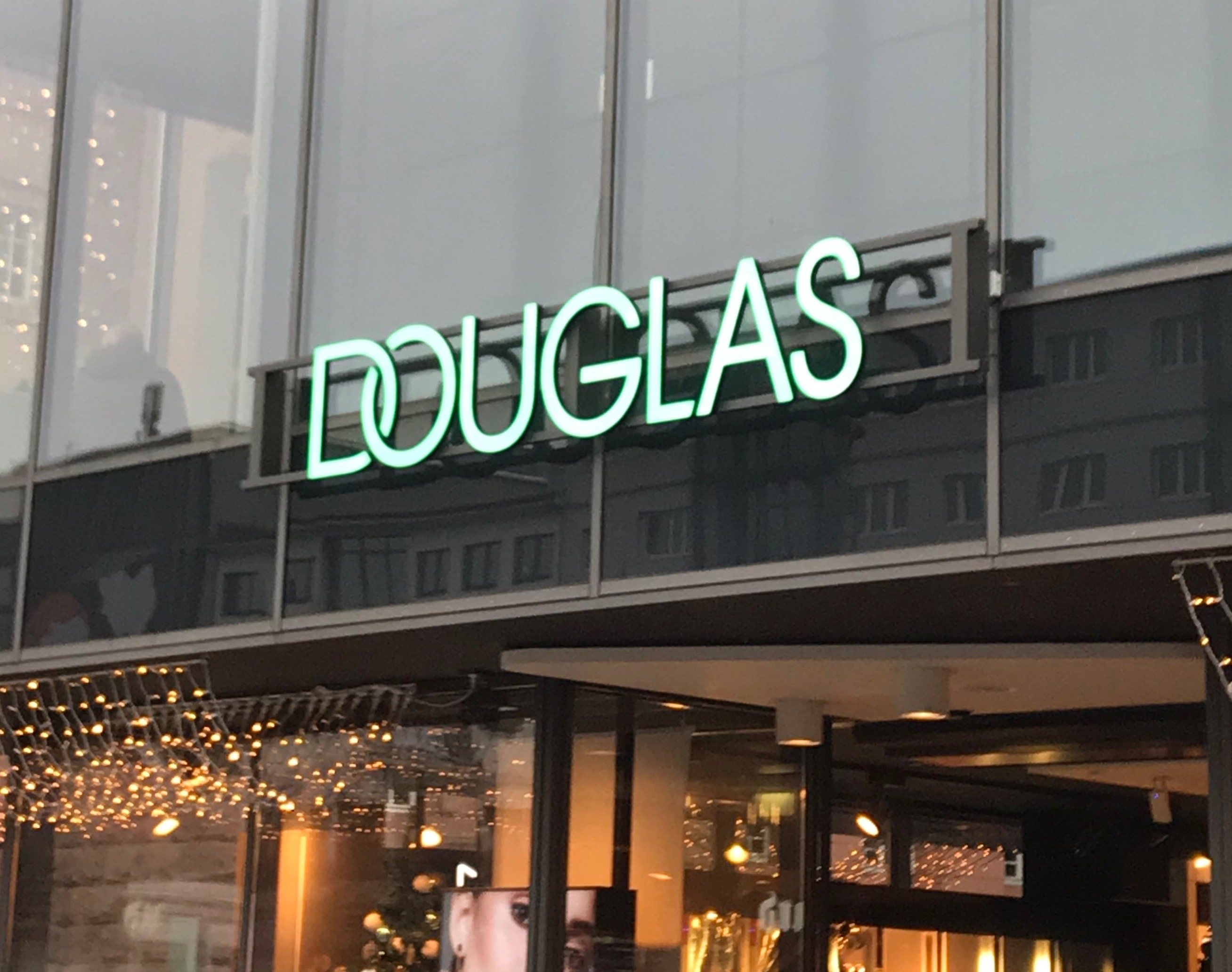
Neues Douglas-Logo seit 2018

Im November 2017 wurde Tina Müller Group CEO von Douglas. Müller ließ das Logo der Kosmetikkette ändern und setzte mehr auf Beratung und Luxus. Dazu gehörte die testweise Einführung des Konzepts Douglas Pro, bei dem in manchen Filialen approbierte Apotheker Kunden beraten sollen. Die Hersteller von Apothekenkosmetik passten daraufhin ihre Depotverträge an.
Im März 2019 startete Douglas zusammen mit einem Münchner Softwareunternehmen die Online-Buchungsplattform „Douglas Beauty Booking“ für Dienstleistungen und Behandlungen rund um das Thema Schönheit.
Im August 2019 wurde bekannt, dass Douglas sich bis Ende 2020 von rund 70 der europaweit 2400 Filialen trennen will. Dabei handele es sich überwiegend um Filialen außerhalb Deutschlands, die keine langfristige Entwicklungsperspektive mehr hätten, obwohl sie profitabel wären. Gleichzeitig kündigte das Unternehmen an, in Metropolregionen und attraktiven Standorten in Modernisierungen und Flagship-Neueröffnungen zu investieren sowie an wachstums- und nachfragestarken Standorten vor allem in Osteuropa zu expandieren.

### Umstrukturierung und Rationalisierung nach Umsatzrückgang infolge der COVID-19-Pandemie
Im Januar 2021 beschloss die Unternehmungsführung, ca. 60 der 430 Douglas-Shops in Deutschland und jede fünfte Filiale in Europa zu schließen, in Deutschland 600 Angestellte zu entlassen und stattdessen den eigenen weltweiten Onlinehandel, der im Geschäftsjahr 2020 um 40,6 Prozent auf 822 Millionen Euro Umsatz wuchs, auszubauen. In dem durch die COVID-19-Pandemie geprägten Geschäftsjahr 2020, das im September desselben Jahres endete, verzeichnete Douglas bei einem weltweiten Umsatz von 3,2 Milliarden Euro einen Umsatzrückgang von 6,4 Prozent. Das operative Ergebnis für das Geschäftsjahr 2020 sank gegenüber dem Vorjahr um über 16,7 Prozent auf 292 Millionen Euro.

### Erneuter Börsengang

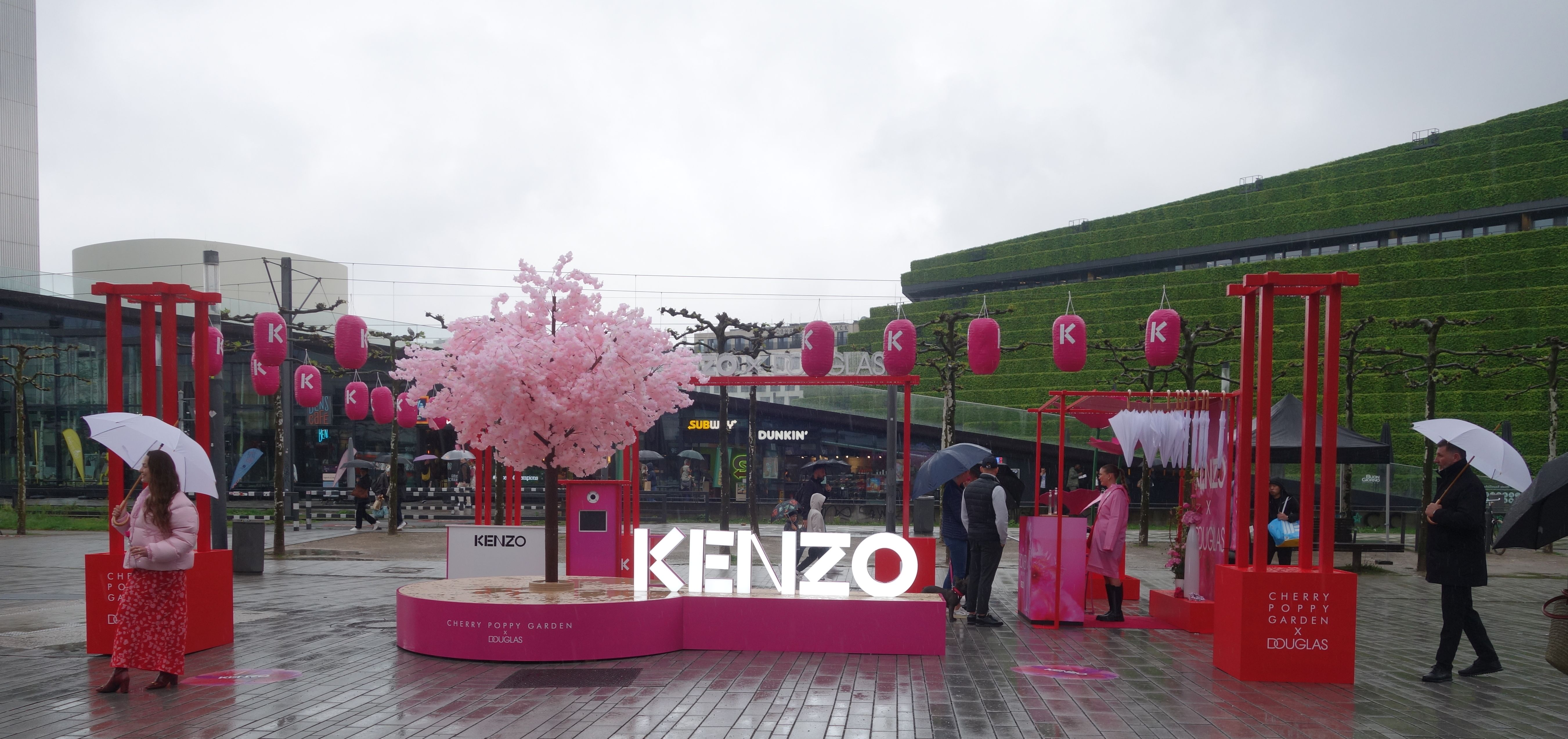
Parfum-Werbeaktion „Kenzo – Cherry Poppy Garden“, 2025 in Düsseldorf

Im März 2024 brachten die Gesellschafter des Konzerns ihre Anteile nach knapp 10 Jahren als privates Unternehmen wieder an die Börse. Als neue Muttergesellschaft fungiert die Douglas Group (Douglas AG). CVC und die Familie Kreke gaben Douglas im Zuge des Börsengangs eine zusätzliche Finanzspritze von 300 Millionen Euro, damit das Unternehmen seine Schulden von 3,4 Milliarden auf 2,1 Milliarden Euro reduzieren konnte. Damit wurde das Unternehmen mit knapp 5 Mrd. € Gesamtbewertung eingepreist. 31,8 Prozent an Douglas waren nach dem Börsengang in den Händen neuer Aktionäre. CVC ließ seine Beteiligung von 84 auf rund 55 Prozent verwässern, die Familie Kreke reduzierte ihren Anteil von 16 auf gut 10 Prozent. Beide verkauften bei der Emission keine Aktien.

## Verbreitung
Die folgende Tabelle zeigt die Verbreitung der Parfümerie Douglas zum Stand September 2016:
| Land                  | vertreten seit | Anzahl der Filialen |
| --------------------- | -------------- | ------------------- |
| Bulgarien             | 2008           | 21                  |
| Deutschland           | 1910           | 450                 |
| Frankreich*           | 1986           | 498                 |
| Italien               | 1989           | 543                 |
| Kroatien              | 2008           | 28                  |
| Lettland              | 2007           | 25                  |
| Litauen               | 2007           | 24                  |
| Monaco                | 2002           | 4                   |
| Niederlande           | 1980           | 92                  |
| Österreich            | 1973           | 46                  |
| Polen                 | 2001           | 138                 |
| Portugal              | 1998           | 25                  |
| Rumänien              | 2007           | 27                  |
| Schweiz               | 1991           | 9                   |
| Spanien               | 1997           | 319                 |
| Tschechische Republik | 2004           | 21                  |
| Norwegen              | 2014           | 0                   |
| Ungarn                | 2001           | 19                  |
| Slowakei              | 2017           | 7                   |
| Türkei                | 2006           | 1                   |

*Seit 2014 unter dem Markennamen Nocibé.

## Kritik
In die öffentliche Kritik kam Douglas in Österreich im Jahr 2019. Es sei drei Mitarbeiterinnen gekündigt worden, wobei das Unternehmen bestreitet, dass eine Gründung eines Betriebsrates der Grund sein soll. In der Folge unterstützte die Gewerkschaft der Privatangestellten, Druck, Journalismus, Papier einen Rechtsstreit vor Gericht, der von den gekündigten Angestellten angestrengt wurde. 2020 gab das Arbeits- und Sozialgericht einer Mitarbeiterin recht und erklärte die Kündigung in erster Instanz als wirkungslos. Daraufhin wurde die Mitarbeiterin kurz später mit der Begründung rufschädigenden Verhaltens fristlos entlassen. Auch dies wurde angefochten. 2021 gewann Douglas den Rechtsstreit.
Das Unternehmen sah sich Ende 2020 in Deutschland Kritik u. a. von Gewerkschaften ausgesetzt, da es trotz geltender Ladenöffnungsverbote auf Grund des Lockdowns zur Bekämpfung der COVID-19-Pandemie rund ein Viertel seiner Filialen als Drogerien für den alltäglichen Gebrauch deklariert hatte und diese zunächst offen hielt. Das Unternehmen reagierte kurze Zeit später auf die Kritik und schloss auch diese Filialen. Auch nachdem Öffnungen wieder möglich waren, investierte das Unternehmen weiterhin stark in den Internethandel und schloss Filialen trotz eines Umsatzes von 3,2 Milliarden Euro im Jahr 2020. Außerdem schloss Douglas in München Filialen und eröffnete neue in anderer Rechtsform, wobei sich die bisherigen Mitarbeiter erneut bewerben mussten, oftmals aber abgelehnt wurden.